# 중국 왕조 시기 홍콩의 역사

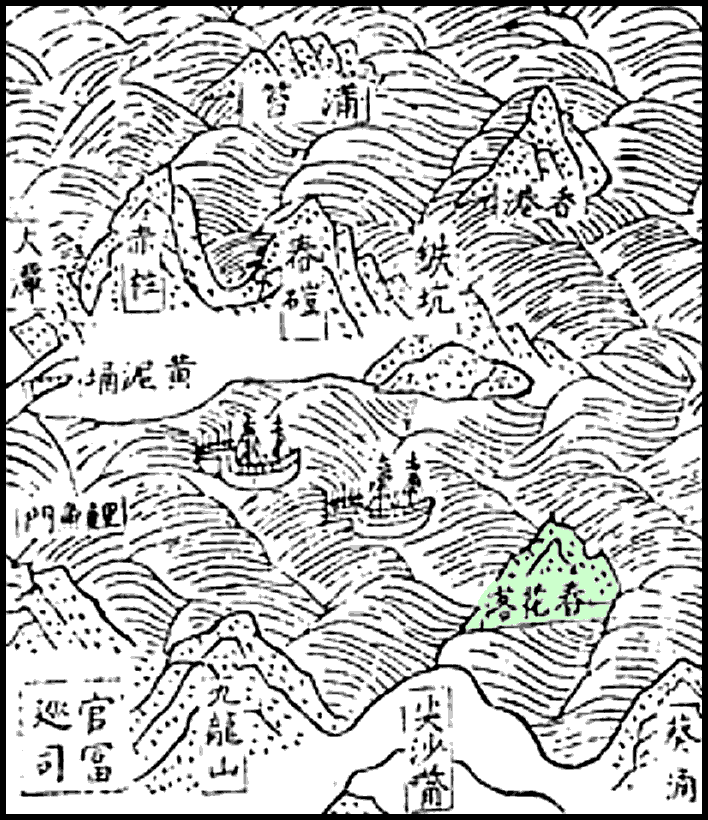
명나라 시절 칭이섬의 지도

홍콩의 중국 왕조 시대는 춘추시대 진나라가 통치하던 기원전 214년부터 지배를 받으면서 시작되었다. 그 후 19세기 청나라 대에 이르러 아편 전쟁의 결과로 영국이 점령할 때까지 일관되게 중국 역대 왕조의 영토로 속해 왔다.

## 진·한
지금의 홍콩 일대가 처음으로 중국에 속하게 된 것은 진나라 (기원전 221년~기원전 206년) 때였다. 중국 최초의 황제였던 시황제가 기원전 214년에 임효로 하여금 광동, 광서, 계림의 남월 일대를 정복하게 하였다. 홍콩은 남해군 (南海郡)에 속하였으며 번우구 (番禺区)와 인접했다. 진나라의 위세가 기울면서 북방이 혼란기에 접어들자, 조타 (趙佗)가 나라를 일으켜 남월국 (기원전 203년~기원전 111년)을 세우고 독립을 선언했다. 홍콩 일대도 남월국에 확고히 속하게 되었다. 하지만 홍콩에서 진나라와 남월국 시대의 유적은 아쉽게도 발굴되지 않고 있다.
남월국은 기원전 111년 한나라에 병합되었다. 고고학 자료에 의하면 홍콩의 인구는 한나라 시대를 거치면서 증가했다. 1950년대에는 레이정욱 (李鄭屋) 마을에서 후한 시대의 것으로 추정되는 무덤이 발견되어 발굴조사가 이뤄졌다. 조사 결과 드러난 소금의 흔적에서, 한대 홍콩에서는 소금 생산이 널리 이뤄지고 있었다는 가설이 제기되었다. 또 이 시기 다이보해 (大埔海)를 중심으로 진주 양식이 이뤄졌다. 진주 양식은 오대십국 시대의 남한 시기에 절정을 맞이하여 명나라 대까지 명맥을 이어갔다.

## 당·송
당나라 시대에 접어들자 광동은 국제무역의 중심지로 발돋움하며 번영을 이루었다. 오늘날 홍콩의 산가이 지역에 있는 튄문 (屯門)은 물류항구와 해군기지, 소금 생산의 중심지가 되었고, 이후 진주 양식지로 거듭났다. 란타우섬은 소금 밀수로 정부에 맞서 난이 벌어질 정도로 소금 제조의 중심지이기도 했다.
북송 시대에 이르러 원랑 (元朗), 금전 (新界) 일대 지역에 객가인이 정착하였고, 그 중에서 홀로 진사 자리에 오른 정부협 (鄧符協)이란 사람이 역원사원 (力瀛書院)을 세웠는데 이는 곧 홍콩에서 가장 오래된 교육기관이다.
몽골의 남송 정벌이 시작된 1276년, 궁정이 복건으로 피난하였다. 이때 란타우섬으로 처음 자리를 옮기고 나중에는 오늘날의 가우룽에 머물렀다. 애산 전투에서 패하자 어린 황제였던 상흥제는 자결을 마음먹고 신하들과 함께 바다에 몸을 던져 생을 마감한다. 황제를 위해 자신의 목숨을 마다않았던 영웅의 이름을 따서 명명된 동용계곡은 송나라 궁정이 있던 곳으로 여겨지고 있다. 황제의 관리였던 후왕 (侯王)는 그 충절을 높이 사 오늘날까지도 홍콩에서 신으로 숭배된다.

## 원·명
원나라의 지배를 받게 된 홍콩은 난민의 유입으로 첫번째 인구 폭발을 경험한다. 홍콩에 정착한 최초의 가문은 등 (鄧)으로, 남송 말에 이르러 신가이의 계곡과 평원에 마을을 꾸려 정착했던 것으로 알려져 있다.:9 이와 함께 후 (侯), 팽 (彭), 유 (廖), 문 (文)까지 아울러 다섯 성씨가 홍콩 최초의 정착민으로 기록되어 있다. 정확한 인명보다는 성씨로 아울러 인정받고 있다는 한계가 있지만, 홍콩인의 형성에 있어 극초기에 정착한 주민들로 밝혀져 있다. 다만 인구유입과 농업기술 발달의 약진에도 불구하고 홍콩 지역은 여전히 불모지로 남아 있었으며, 소금과 진주, 생선 무역으로 소득을 얻고 생계를 꾸려나가는 삶을 이어가야만 했다.
명나라 시절부터는 신안현 (新安縣)에 속하게 되었다. 16세기 초에 접어들면서 유럽인의 접촉이 이뤄지기 시작했다. 홍콩을 최초로 방문한 비아시아권 인물은 1513년 포르투갈인 선원 조르지 알바레스 (Jorge Álvares)로 알려져 있다. 알바레스가 홍콩을 처음 다녀간 뒤로 포르투갈 상인들이 화남에서 무역을 개시하였고, 동시에 군사를 보내어 튄문에 군사거점을 확보하였다. 이후 중국과 포르투갈의 군사적 충돌이 계속 발생하여 포르투갈인이 억류되기까지 했고, 그 결과는 16세기 중엽에 이르러 해금 발령으로 나타나게 되었다. 지역 해상활동에 한정하여 서양인과의 접촉을 금했으며, 홍콩 해안지역 주민들은 중국 본토로 이주하라는 명을 받았다. 홍콩의 인구는 한층 더 감소하여 1만 6000명에 이르렀으며, 명청 교체기에는 명에 반역하는 사람이 늘면서 해외로 더욱 유출되었다. 청나라의 지배를 받으면서부터는 마을을 파괴하고 작물을 쓸어버리는 조치, 혹은 기근 발생으로 홍콩의 촌민의 대륙 이주가 더욱 활발해졌다.

## 청

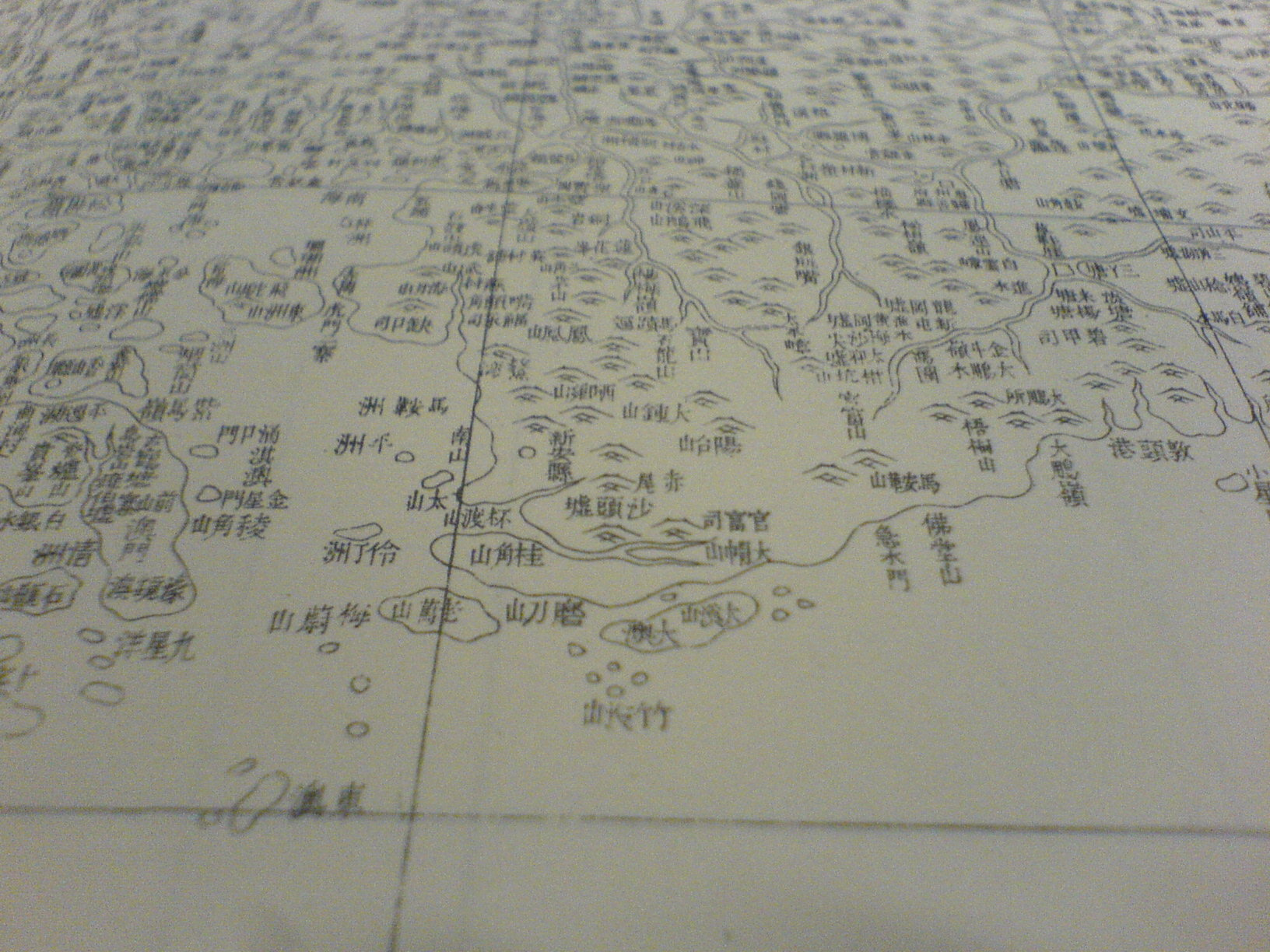
1760년경 홍콩과 마카오의 지도

청나라의 강희제는 1661년부터 1669년까지 광동 해안지역에서 주민을 걷어내는 천계령 (遷界令)을 내렸고, 홍콩도 그 영향을 받게 되었다. 명나라 시절 인구이동을 거치고서도 남아있던 신안현 주민 1만 6000명은 내륙으로의 이주를 강요당했다는 기록이 전해지며, 그 중 1,648명은 1669년 천계령이 폐지되면서 원래 고장으로 돌아왔다고 전해진다. 지금의 홍콩 일대는 천계령의 영향으로 사람이 거의 살지 않는 고장으로 변모하게 되었다.
1685년 강희제는 광동 지역에 대해 제한 무역을 처음으로 허가하였다. 이 제한지역에 거주하는 비아시아계 상인에게 무역거래를 승인하되 엄격한 규제를 부여했다. 각 상인은 무역 기간에만 광동 지역에 머무를 수 있었으며, 무기나 전함, 여성의 동반도 금지되었다. 모든 결제는 은화로 통일되었다. 이후1699년 영국 동인도 회사가 중국에 해양무역 투자를 실시한 최초의 회사가 되었으며, 해를 거듭하면서 영국과 홍콩 간의 무역은 급속한 발전을 이루었다. 1711년 동인도 회사는 광동에 무역거점을 마련하였다. 홍콩은 신안현이 관할하여 청나라의 가장 중요한 군사거점으로 거듭났다. 영국은 1799년까지 매년 중국에 2000상자에 달하는 아편을 판매하였으며, 광동 지역에서만 1000상자 정도가 거래되었다.
이 시기 객가인은 홍콩에 정착한 가장 큰 민족으로 거듭났으며, 제염과 방부 기술을 특히 발달시켰다. 홍콩 각지로 이주한 객가인들은 여러 전통 마을을 형성하며 뿌리내렸고, 이는 지금도 산가이 지역을 중심으로 많이 남아 있다. 객가인들은 중화요리 내에서도 객가 요리라 하는 뚜렷한 식문화를 형성하여, 막창튀김꼬치 (炸大腸), 소금닭찜 (塩焗鶏), 분초이 (盆菜)와 같은 고유의 요리를 발달시키게 되었다.
청대 말에 접어드는 1841년 영국의 헨리 포팅어가 아시아 개척에 나섰고, 1842년 영국령 홍콩의 초대 총독 자리에 오름으로서 중국 왕조의 홍콩 지배 시대는 막을 내렸다.

## 같이 보기
- 홍콩의 역사